# Processa peruviana
Processa peruviana är en kräftdjursart som beskrevs av Wicksten 1983. Processa peruviana ingår i släktet Processa och familjen Processidae. Inga underarter finns listade i Catalogue of Life.